# قران تشاي كندي
قران‌ تشاي كندي هي قرية في مقاطعة كليبر، إيران. عدد سكان هذه القرية هو 112 في سنة 2006.